# Microsoft Reader
Microsoft Reader — приостановленое приложение Microsoft для чтения электронных книг, впервые выпущенное в августе 2000 года, в котором использовался собственный формат файлов .lit. Он был доступен для компьютеров с Windows и КПК Pocket PC. Позже это имя также использовалось несвязанным приложения для чтения файлов PDF и XPS, впервые выпущенным в Windows 8 — это приложение было приостановленно в 2018 году.[уточнить]

## Читатель электронных книг
Программа была доступна для загрузки с сайта Microsoft в виде бесплатного приложения для компьютеров с Windows и КПК Pocket PC, где она была встроена в ПЗУ, начиная с Windows CE 3.0. Microsoft Reader был совместим с Windows Mobile, но не поддерживался на более новых устройствах Windows Phone 7.
Microsoft Reader отображает книги в формате .lit, расширение формата Microsoft Compressed HTML Help, включающее DRM. Эти электронные книги можно купить и скачать в интернет-магазинах.
Важными функциями Microsoft Reader являются ClearType для повышения удобочитаемости на небольших экранах, выделение и рисование, предназначенные для быстрого создания заметок, текстовых заметок и поиска. Версия для ПК также имеет дополнительный плагин для синтеза речь, позволяющий читать текстовые книги вслух.
Такие компании, как Barnes & Noble и Amazon.com, сотрудничали с Microsoft, чтобы предоставлять книги в формате, когда они были выпущены в 2000 году
В августе 2011 года Microsoft объявила о прекращении поддержки Microsoft Reader и использования формата .lit для электронных книг в конце августа 2012 года, а также о прекращении продаж этого формата 8 ноября 2011 года.

### Совместимость
| Операционные системы                                                        | Последняя версия | Дата выпуска     |
| --------------------------------------------------------------------------- | ---------------- | ---------------- |
| Windows 95                                                                  | 1,5              | 2000-08-08       |
| Windows NT 4.0, 98, 2000, Me                                                | 2.1.1            | 2003-06-26       |
| Windows XP, 2003, Vista (с Origami Experience Pack), домашний сервер и 2008 | 2.6.1            | 2007-07-10       |
| КПК 2000                                                                    | 1.0 (в ПЗУ)      | 2000-04-19       |
| КПК 2002 г.                                                                 | 2,4              | 24 марта 2005 г. |
| Windows Mobile 2003, 2003 SE, 5.0                                           | 2.4.1            | 2005-11-23       |
| Windows Mobile 6.0, 6.1                                                     | 2.4.2            | 2009-09-10       |

### Защита от копирования
Книги, доступные для Reader, могут быть защищены или же нет, доступ к защищенным книгам разрешается только в том случае, если пользователь активировал программное обеспечение. Это можно сделать, зарегистрировавшись, используя учетную запись Passport. Для каждой учетной записи можно активировать только шесть установок Reader, после чего Microsoft требует от пользователя запроса на дальнейшие активации.

### Создание.litфайлов
Чтение в Microsoft Reader — это аддон, доступный от Microsoft, который можно использовать с Microsoft Word (версии 2000, 2002 и 2003) для создания файлов .lit. Это программное обеспечение совместимо не полностью с Office 2007.

### История версий

#### ПК
| Версия | Операционные системы                                                             | Дата выпуска    | Главные изменения                                                                       |
| ------ | -------------------------------------------------------------------------------- | --------------- | --------------------------------------------------------------------------------------- |
| 1,5    | Windows 95, NT 4, 98, 2000, Me                                                   | 2000-08-08      | Начальная версия для настольных компьютеров                                             |
| 2.0    | Windows NT 4, 98, 2000, Me, XP                                                   | 2001-10-03      | Существенные изменения, Поддержка премиальных электронных книг                          |
| 2,5    | Windows XP                                                                       | 25 июня 2002 г. | Поддержка Microsoft Tablet PC, Функции пера и чернил                                    |
| 2.1.1  | Windows NT 4, 98, 2000, Me, XP                                                   | 2003-06-26      | Обновление безопасности                                                                 |
| 2,6    | Windows XP Tablet PC Edition, Vista Ultimate Edition (с Origami Experience Pack) | 2007-07-09      | Поддержка Audible для новых аудиоформатов, Обновления безопасности и производительности |

КПК
| Версия | Операционные системы                      | Дата выпуска | Главные изменения                                                                                       |
| ------ | ----------------------------------------- | ------------ | --- |
| 1,0    | Windows Mobile 2000                       | 2000-04-19   | Первоначальная версия для Pocket PC.                                                                    |
| 2.0    | Windows Mobile 2002                       | 2001-10-03   | Совместимость с Windows Mobile 2002, Существенные изменения, Поддерживает премиальные электронные книги |
| 2.2.1  | Windows Mobile 2002, 2003                 | Н/Д          | |
| 2.2.2  | Windows Mobile 2002, 2003                 | 2003 г.      | Совместимость с Windows Mobile 2003                                                                     |
| 2.2.3  | Windows Mobile 2002, 2003                 | 2004-02-04   | Исправляет проблемы с активацией                                                                        |
| 2.3    | Windows Mobile 2002, 2003, 2003 SE        | 2004-07-13   | Совместимость с Windows Mobile 2003 SE                                                                  |
| 2,4    | Windows Mobile 2002, 2003, 2003 SE        | 2005-03-24   | |
| 2.4.1  | Windows Mobile 2003, 2003 SE, 5, 6.0      | 2005-11-23   | Совместимость с Windows Mobile 5 и 6                                                                    |
| 2.4.2  | Windows Mobile 2003, 2003 SE, 5, 6.0, 6.1 | 2009-09-10   | Совместимость с Windows Mobile 6.1                                                                      |

#### Чтение в Microsoft Reader
| Версия | Операционные системы                                               | Дата выпуска | Главные изменения                                                                                    |
| ------ | ------------------------------------------------------------------ | ------------ | --- |
| 1.1    | Windows NT 4, 98, 2000, Me, XP                                     | 2001-09-04   | Начальная версия с поддержкой Word 2000, 2002                                                        |
| 1.1.3  | Windows NT 4, 98, 2000, Me, XP, 2003, Vista, домашний сервер, 2008 | 2006-02-21   | Поддержка конвертации для Word 2003, Поддержка Word 2000, 2002, 2003, Несовместимость с Office 2007. |

#### Комплект для разработки ПО
| Версия | Операционные системы                                               | Дата выпуска | Главные изменения     |
| ------ | ------------------------------------------------------------------ | ------------ | --------------------- |
| 1,5    | Windows NT 4, 98, 2000, Me, XP, 2003, Vista, домашний сервер, 2008 | 2001-10-04   | Первоначальная версия |

#### Синтез речи
| Версия | Операционные системы                                  | Дата выпуска | Главные изменения     |
| ------ | ----------------------------------------------------- | ------------ | --------------------- |
| 1,0    | Windows NT 4, 98, 2000, Me, XP, 2003, домашний сервер | 2005-05-19   | Первоначальная версия |

### Сторонние
Известные сторонние приложения и инструменты для преобразования и чтения .lit формата на различных устройствах включают:
- Calibre; менеджер библиотеки электронных книг с открытым исходным кодом, работающий во многих средах; он может конвертировать .lit файлы
- Lexcycle Stanza (остановлено); бесплатная программа для чтения электронных книг; может читать .lit файлы, поддерживает iOS.

## Просмотрщик документов
В 2012 году Microsoft выпустила приложение Microsoft Reader в стиле Metro для Windows 8 для чтения документов в форматах PDF, XPS и TIFF. Reader был включен в Windows 8.1 и его можно было бесплатно загрузить из Магазина Windows для Windows 10. Поддержка для Windows 10 Mobile закончилась в 2016 году в пользу открытия PDF-документов в браузере Microsoft Edge. Microsoft прекратила поддержку приложения в феврале 2018 года, поскольку функция чтения PDF-файлов была перенесена в браузер Edge и на настольных компьютерах.